# Ernest Solvay
Ernest Gaston Joseph Solvay (16. dubna 1838 Rebecq – 26. května 1922 Ixelles) byl belgický chemik, průmyslník a filantrop.
Roku 1861 objevil metodu přeměny chloridu sodného na uhličitan sodný za použití amoniaku. Solvayův proces byl vylepšením předchozího Leblancova procesu.
Založil společnost Solvay & Cie. První továrna společnosti vznikla v roce 1863 v Couillet (dnes část Charleroi) a brzy následovaly další ve Velké Británii, USA, Německu a v Rakousku. Dodnes je v provozu asi 70 těchto továren.
Díky svým patentům byl značně bohatý a peníze věnoval pro veřejné blaho. V roce 1903 např. založil obchodní školu, která se později stala součástí Svobodné univerzity v Bruselu (dnes rozdělena na Université Libre de Bruxelles a Vrije Universiteit Brussel).
Dvakrát byl zvolen do belgického senátu, ke konci svého života se stal ministrem státu.